# Ekana International Cricket Stadium
Das Ekana International Cricket Stadium, auch bekannt als Bharat Ratna Shri Atal Bihari Vajpayee Ekana Cricket Stadium ist ein Cricket-Stadion in Lucknow, Indien.

## Kapazität & Infrastruktur
Das Stadion hat eine Kapazität von 50.000 Plätzen und ist mit einer Flutlichtanlage ausgestattet.

## Internationales Cricket
Das erste internationale Spiel wurde als Twenty20 während der Tour der West Indies gegen Indien in der Saison 2018/19 ausgetragen. Im Oktober 2019 wurde bekanntgegeben, dass Afghanistan das Stadion als neues Heimstadion nutzen wird. Bei der folgenden Tour gegen die West Indies wurde hier das erste One-Day International und das erste Test-Match ausgetragen. Das Stadion war einer der Austragungsorte des Cricket World Cup 2023.

## Nationales Cricket
Das Stadion ist eine der Heimstätten von Uttar Pradesh im nationalen indischen Cricket.